# Cúp Nhà vua Fahd 1992
Cúp Nhà vua Fahd 1992 (tiếng Ả Rập: كأس الملك فهد) là Cúp Liên đoàn các châu lục lần đầu tiên. Giải đấu được diễn ra ở Ả Rập Xê Út vào tháng 10 năm 1992. Đội vô địch là Argentina sau khi vượt qua chủ nhà Ả Rập Saudi 3–1 ở trận chung kết. Đây là giải đấu duy nhất không có vòng bảng.

## Các đội giành quyền tham dự

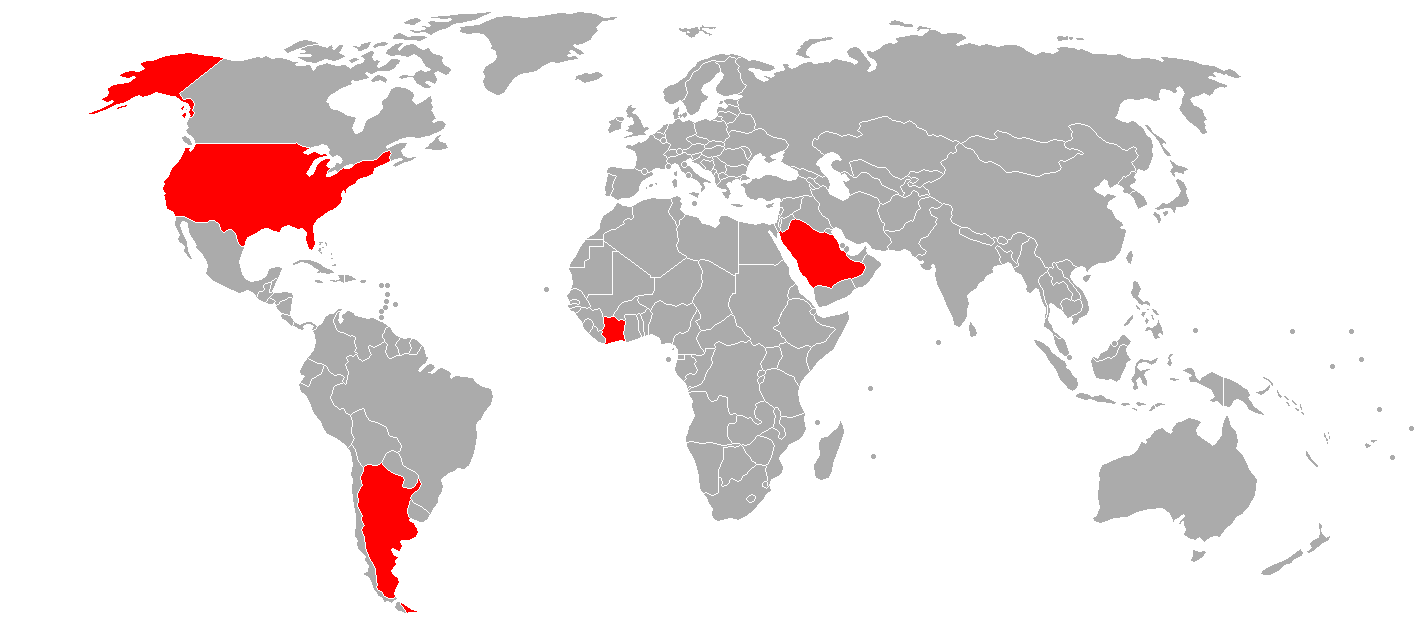
Các đội giành quyền tham dự Cúp Nhà vua Fahd 1992

| Đội         | Liên đoàn | Tư cách qua vòng loại                      | Ngày vượt qua vòng loại | Các lần tham dự trước |
| ----------- | --------- | ------------------------------------------ | ----------------------- | --------------------- |
| Ả Rập Xê Út | AFC       | Chủ nhà và vô địch Cúp bóng đá châu Á 1988 | 18 tháng 12 năm 1988    | 1st                   |
| Hoa Kỳ      | CONCACAF  | Vô địch Cúp Vàng CONCACAF 1991             | 7 tháng 7 năm 1991      | 1st                   |
| Argentina   | CONMEBOL  | Vô địch Cúp bóng đá Nam Mỹ 1991            | 21 tháng 7 năm 1991     | 1st                   |
| Bờ Biển Ngà | CAF       | Vô địch Cúp bóng đá châu Phi 1992          | 26 tháng 7 năm 1992     | 1st                   |

## Địa điểm
Tất cả các trận đấu diễn ra ở Sân vận động Nhà vua Fahd II ở Riyadh, Ả Rập Saudi.

## Danh sách trọng tài
CAF
- Lim Kee Chong (Mauritius)

AFC
- Jamal Al Sharif (Syria)

CONCACAF
- Rodrigo Badilla (Costa Rica)

CONMEBOL
- Ulisses Tavares da Silva (Brasil)

## Kết quả
|  | Bán kết              | Bán kết   |                      |   | Chung kết | Chung kết |
|  |                      |           |                      |   |           |           |
|  | 15 tháng 10 – Riyadh |           |                      |   |           |           |
|  |                      |           |                      |   |           |           |
|  | Ả Rập Xê Út          | 3         |                      |   |           |           |
|  | Ả Rập Xê Út          | 3         | 20 tháng 10 – Riyadh |   |           |           |
|  | Hoa Kỳ               | 0         |                      |   |           |           |
|  | Hoa Kỳ               | 0         | Ả Rập Xê Út          | 1 |           |           |
|  | 16 tháng 10 – Riyadh |           | Ả Rập Xê Út          | 1 |           |           |
|  |                      | Argentina | 3                    |   |           |           |
|  | Argentina            | Argentina | 3                    | 4 |           |           |
|  | Argentina            |           |                      | 4 |           |           |
|  | Bờ Biển Ngà          | 0         |                      |   |           |           |
|  | Bờ Biển Ngà          | 0         | Tranh hạng ba        |   |           |           |
|  |                      |           |                      |   |           |           |
|  | 19 tháng 10 – Riyadh |           |                      |   |           |           |
|  |                      |           |                      |   |           |           |
|  | Hoa Kỳ               | 5         |                      |   |           |           |
|  | Hoa Kỳ               | 5         |                      |   |           |           |
|  | Bờ Biển Ngà          | 2         |                      |   |           |           |

### Bán kết
| Ả Rập Xê Út                                      | 3–0      | Hoa Kỳ |
| ------------------------------------------------ | -------- | ------ |
| Al Bishi 48' · Al-Thunayan 74' · Al Muwallid 84' | Chi tiết |        |

| Argentina                                       | 4–0      | Bờ Biển Ngà |
| ----------------------------------------------- | -------- | ----------- |
| Batistuta 2', 10' · Altamirano 67' · Acosta 81' | Chi tiết |             |

### Tranh hạng ba
| Hoa Kỳ                                                 | 5–2      | Bờ Biển Ngà          |
| ------------------------------------------------------ | -------- | -------------------- |
| Balboa 12' · Jones 31' · Wynalda 56' · Murray 67', 83' | Chi tiết | Traoré 16' · Sie 76' |

### Chung kết
| Ả Rập Xê Út    | 1–3      | Argentina                                  |
| -------------- | -------- | ------------------------------------------ |
| Al-Owairan 65' | Chi tiết | Rodríguez 18' · Caniggia 24' · Simeone 64' |

## Cầu thủ ghi bàn
| 2 bàn - Gabriel Batistuta - Bruce Murray 1 bàn - Alberto Acosta - Ricardo Altamirano | - Claudio Caniggia - Leonardo Rodríguez - Diego Simeone - Donald-Olivier Sié - Abdoulaye Traoré - Fahad Al-Bishi | - Khalid Al-Muwallid - Saeed Al-Owairan - Yousuf Al-Thunayan - Marcelo Balboa - Cobi Jones - Eric Wynalda |